# José María Robles Fraga
José María Robles Fraga (Bogotá, 10 de abril de 1956) es un diplomático español. Ha sido embajador de España en la Federación de Rusia (2001-2004); Pakistán (2005-2008) y Lituania (2018-2022). Desde septiembre de 2022 es Ministro Consejero encargado de los asuntos culturales y científicos en la Embajada de España en Londres.

## Formación e inicios
Nació el 10 de abril de 1956 en Bogotá (Colombia), donde su padre, el diplomático Carlos Robles Piquer, había sido destinado a la Embajada de España. Es hermano del también diplomático Carlos Robles Fraga, y sobrino del político Manuel Fraga Iribarne.
Comienza su andadura política en plena transición política, ingresando en 1976 en la Agrupación Socialista Universitaria (PSOE) de la Universidad Complutense de Madrid, de la que formó parte hasta 1979. Obtiene su licenciatura en Derecho en 1978.
Ingresa en la carrera diplomática en 1982, siendo destinado ese mismo año a Tegucigalpa (Honduras) como Secretario de Embajada.
En 1984 regresa a Madrid para convertirse en el jefe de gabinete del Presidente del Instituto de Cooperación Iberoamericana. 
En 1987 es destinado a París como Cónsul General Adjunto.

## Carrera política
En 1990, ingresa en el recién refundado Partido Popular, y en el 1992 vuelve a España para convertirse en asesor internacional del entonces Presidente del Partido, José María Aznar. En las elecciones generales de 1993 es elegido Diputado por Córdoba en el Congreso de los Diputados, siendo reelegido en 1996 y en 2000. En 1993 es también nombrado Secretario de Relaciones Internacionales del Partido Popular y miembro del Comité Ejecutivo Nacional.
En 1996 es nombrado Secretario General de la Fundación Popular Iberoamericana, una de las varias instituciones que luego se consolidarían en FAES.

### Actividad parlamentaria
Desde la oposición y como miembro de la Comisión de Asuntos Exteriores, en 1995 hizo una proposición de ley que condenaba la apología del genocidio y otros delitos de apología, aprobada por 281 votos a favor e incluida en el Código Penal.
En 1999 representó al Partido Popular en un férreo debate en el Congreso de los Diputados con motivo del 60 aniversario del exilio español tras la guerra civil española. La proposición no de ley del Partido Popular fue derrotada for una proposición opuesta apoyada por todos los otros grupos parlamentarios, incluidos los aliados del PP en el Congreso, PNV y CiU, (ya que en esa época el Partido Popular carecía de mayoría absoluta). En su intervención, Robles Fraga preguntó a la cámara: ¿cómo se puede resumir la historia de España hablando del golpe fascista militar contra la legalidad republicana como única causa del enfrentamiento civil?
También en 1999 estuvo plenamente involucrado en el debate en las Cortes sobre la extradición de Augusto Pinochet que pedía el Gobierno de España y el juez Baltasar Garzón, calificando de "lamentables e irritantes" los comentarios de la ex-primera ministra Margaret Thatcher que pedían su liberación y retorno a Chile.
En el año 2000 es nombrado Portavoz del Partido Popular en la Comisión de Asuntos Exteriores del Congreso de los Diputados, y Presidente de la Delegación Española en la Asamblea Parlamentaria de la OTAN.
También destaca su participación en nombre del Partido Popular en el debate parlamentario sobre la controvertida llegada del submarino británico HMS Tireless al puerto de Gibraltar, que generó fuerte tensión diplomática entre España y Reino Unido.

## Carrera diplomática
En 2001, renuncia a sus cargos parlamentarios y políticos al ser nombrado Embajador en la Federación de Rusia, con acreditación en Georgia, Turkmenistán, Bielorrusia, Uzbekistán y Armenia, puesto que ejerce hasta el cambio de gobierno producido tras las Elecciones generales de 2004. Como Embajador en Rusia abre la sede del Instituto Cervantes en Moscú en 2002.
En 2005, es nombrado Embajador en la República Islámica de Pakistán, donde permanece hasta el 2009.
Una de sus primeras tareas en Islamabad es la coordinación del envío de tropas españolas a Pakistán tras el terremoto de Cachemira de 2005 para operaciones de rescate y ayuda humanitaria.
De 2018 fue Embajador en Lituania y desde septiembre de 2022 está destinado a la Embajada de España en Londres como Ministro Consejero encargado de los asuntos culturales y científicos.

## Sector privado
De 2009 a 2018 fue director de Relaciones Internacionales del Grupo Santander.

## Publicaciones
- «Mercosur y la Unión Europea», Política Exterior, vol. 11/núm. 60 (noviembre/diciembre de 1997),
- El Papel de las Regiones en la Unión Europea, con Vicente Martínez-Pujalte y Guillermo Martínez Casañ, Fundación Bancaixa, 1998.
- El rompecabezas Af-Pak: la necesidad de una nueva estrategia europea con una reflexión sobre el papel de España - Real Instituto Elcano (ARI 136, Sep 2009).
- «Año decisivo para Af-Pak», Política Exterior, vol. 24/núm. 133 (enero/febrero de 2010).
- El escenario Af-Pak, Panorama Estratégico 2009-2010 (IEEE, marzo de 2010).